# Бона, Доминик
Домини́к Бона́ (фр. Dominique Bona; р. 29 июля 1953, Перпиньян) — французская писательница и историк, член Французской академии.

## Биография
Происходит из семьи каталонского происхождения. Урождённая Доминик Анриетта Мари Конт, дочь политика Артюра Конта, президента ORTF в 1972—1973 годах.
Училась в конгрегации Сестер младенца Иисуса, лицее Виктор-Дюрюи в Париже и в Сорбонне на факультете современной литературы.
Магистр словесности (1974; тема диссертации: «Феи и колдуньи в литературе XII-го и XIII-го веков»). Агреже современной словесности (1975, высшие курсы Сорбонны).
Карьеру в журналистике начала на радио (France Culture и France Inter с 1976 по 1980 годы). С 1980 по 1985 годы работала журналистом и литературным критиком в газете Quotidien de Paris, затем с 1985 по 2004 год в Figaro littéraire.
В 1981 году опубликовала свой первый роман «Украденные часы», хорошо принятый читателями и критикой. С 1987 года также начала публиковать исторические биографии. Выпущенная в том году книга о Ромене Гари получила премию Французской академии как лучшая книга года в жанре биографии.
В 1992 году Доминик Бона получила Межсоюзную премию за роман «Малика», а в 1998 году премию Ренодо за роман «Рукопись из Порт-Эбена». В 1999 году она стала членом жюри премии Ренодо. В 2000 году получила Гонкуровскую биографическую премию за роман-биографию «Берта Моризо, секрет женщины в чёрном». В 2003 году за биографическую книгу об Андре Моруа «Есть только любовь» награждена премией Французской академии. В 2010 году получила литературную премию Принца Пьера де Монако.
18 апреля 2013 была избрана во Французскую академию после первого тура голосования, получив 15 голосов из 29 и став шестой женщиной-академиком в тогдашнем составе и восьмой за всю историю. Принята в состав академии 23 октября Жаном-Кристофом Рюфеном.
Замужем за выходцем с Корсики, имеет двоих детей.

## Сочинения

### Романы
- Украденные часы (Les Heures volées), 1981
- Аргентина (Argentina), 1984
- Малика (Malika), 1992 — Межсоюзная премия
- Рукопись из Порт-Эбена (Le Manuscrit de Port-Ébène) 1998 — Премия Ренодо
- Зимний город (La Ville d’hiver), 2005

### Биографии
- Ромен Гари (Romain Gary), 1987 — Премия Французской академии за биографию[фр.].
- Черные глаза, или Необыкновенные жизни сестер Эредиа (Les Yeux noirs, ou les Vies extraordinaires des sœurs Hérédia[фр.]), 1989
- Гала (Gala), 1994
- Стефан Цвейг, раненная душа (Stefan Zweig, l’ami blessé), 1996, 2010
- Берта Моризо, секрет женщины в чёрном (Berthe Morisot, le secret de la femme en noir), 2000, 2002 — Гонкуровская биографическая премия[фр.], премия Бернье Академии изящных искусств
- Есть только любовь (Il n’y a qu’un amour), 2003 — книга об Андре Моруа и его возлюбленных
- Камилла и Поль, страсть Клоделя (Camille et Paul : La Passion Claudel), 2006
- Клара Марло (Clara Malraux[фр.]), 2010
- Две сестры: Ивонн и Кристина Руар, музы импрессионизма (Deux sœurs : Yvonne et Christine Rouart, muses de l’impressionnisme), 2012 — Специальная премия Симоны Вейль[фр.] (2012)
- Я без ума от тебя: большая любовь Поля Валери (Je suis fou de toi : le grand amour de Paul Valéry), 2014

### Другие публикации
- Речь при вступлении во Французскую академию (Discours de réception à l’Académie française), 2015
- Колетт и её близкие (Colette et les siennes), эссе, 2017
- Мои тайные жизни (Mes vies secrètes), 2018

## Награды
- Кавалер национального ордена Заслуг (2003)
- Кавалер ордена Почётного легиона (2008)
- Офицер ордена искусств и литературы
- Офицер национального ордена Заслуг (2014)
- Офицер ордена Почётного легиона (2017)